# Hyottoko
Hyottoko (火男?) è un personaggio comico giapponese, rappresentato attraverso l'uso di una maschera. La sua bocca è increspata e inclinata da un lato. Alcune maschere hanno dimensioni degli occhi diverse tra l'occhio sinistro e quello destro. Spesso indossa una sciarpa intorno alla testa (di solito è bianca con puntini blu). Esiste un personaggio femminile simile ad Hyottoko, chiamato Otafuku (阿多福?) oppure Okame (阿亀?).

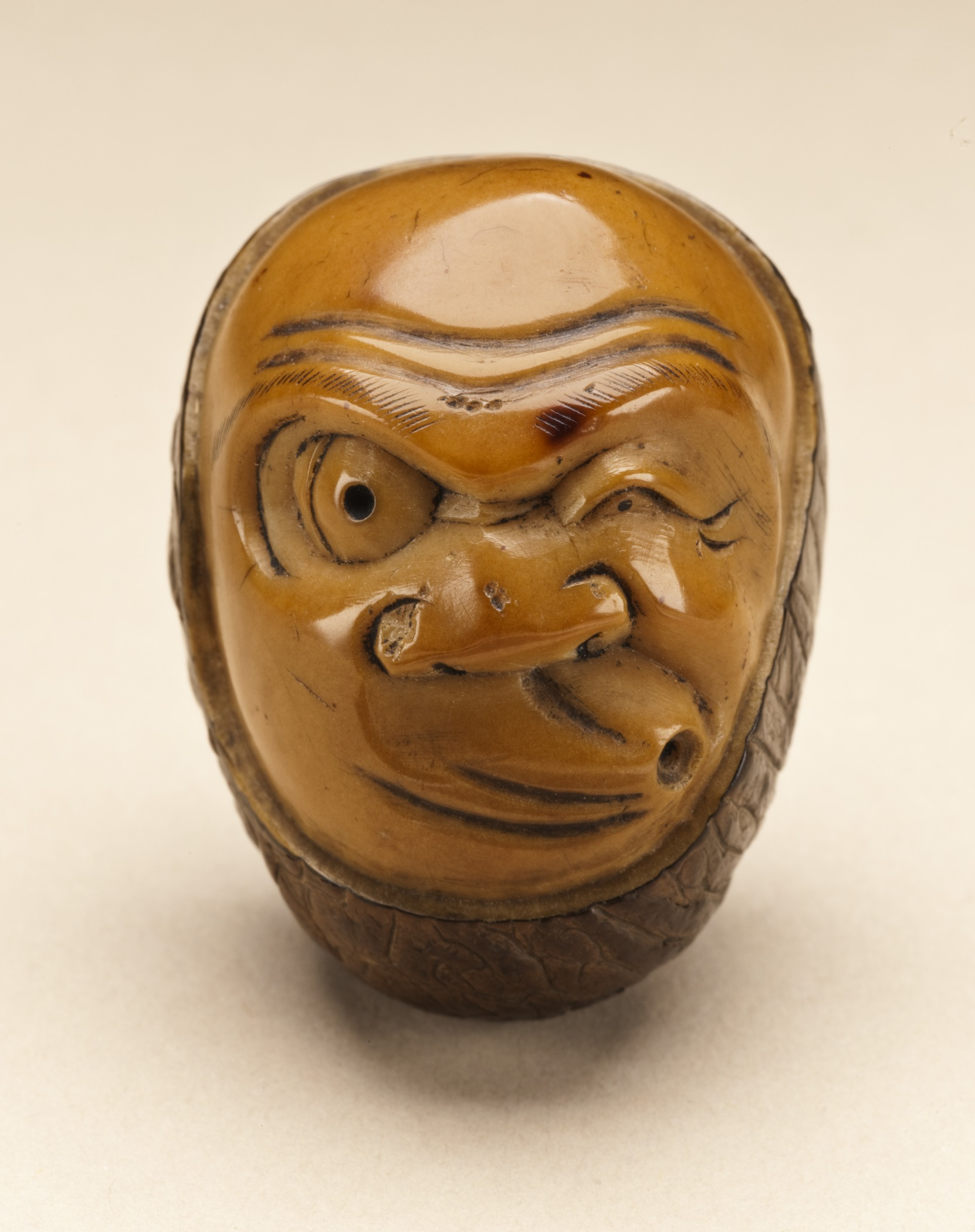
Una noce intagliata del XIX secolo raffigurante la maschera di Hyottoko

L'origine del nome deriva dall'unione dei termini hi (火?, "fuoco") e otoko (男?, "uomo"): infatti la peculiare forma della bocca del personaggio è dovuta al fatto che egli è intento a soffiare il fuoco con una pipa di bambù. Attraverso i dialetti locali si è poi giunti al nome di Hyottoko (ひょっとこ).

## Storia

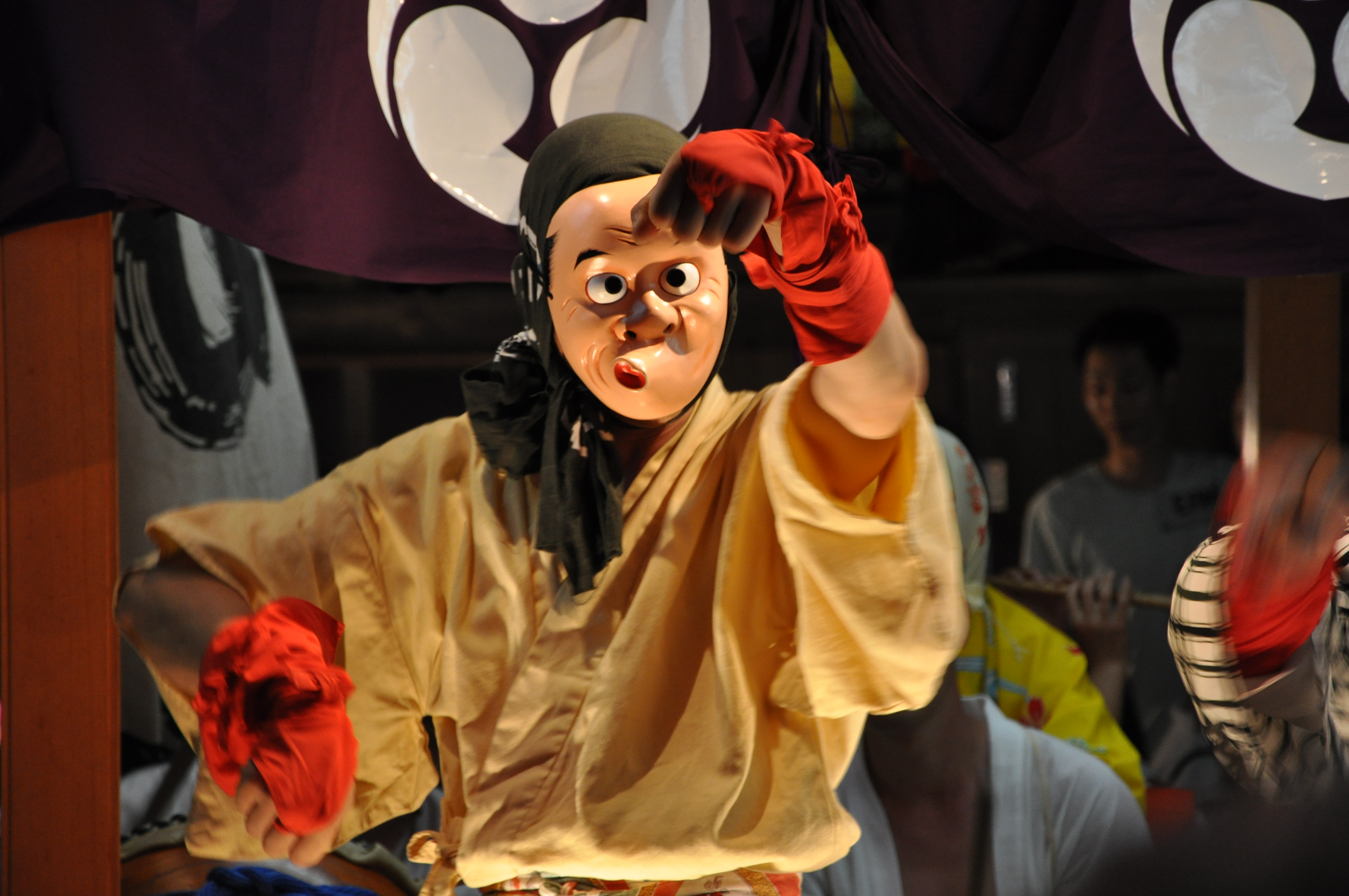
Un figurante indossante una maschera di Hyottoko

Nella prefettura di Iwate esiste un mito sull'origine di Hyottoko, secondo il quale c'era un ragazzo con una faccia bizzarra che poteva creare oro dal suo ombelico; pertanto, quando qualcuno moriva in casa si poneva la maschera di questo ragazzo in cima al camino per portare fortuna nell'abitazione. Il nome di questo ragazzo era Hyoutokusu (ヒョウトクス) ed è considerato uno dei possibili nomi che rendono plausibile l'origine di Hyottoko.
In alcune parti del nordest del Giappone, Hyottoko è considerato il dio del fuoco. Esiste una famosa storia popolare sotto forma di musica, chiamata izumoyasugibushi (出雲安来節), dove un pescatore balla con un cesto di bambù mostrando la stessa espressione facciale della maschera di Hyottoko. Durante questo ballo una persona si mette sul naso alcune monete da 5 yen. Questa storia è simile al mito della prefettura di Iwate. Izumo è l'antico nome della prefettura di Iwate ed era famosa per la sua industria del ferro. Il ballo faceva parte di una dedica per il fuoco e l'acciaio.
Hyottoko appare anche nella danza tradizionale dengaku (田楽), dove interpreta il ruolo di un buffone. In alcune feste locali giapponesi vi sono dei ballerini che indossano delle maschere di Hyottoko. Una delle feste di Hyottoko più famose, lo Hyuga Hyottoko Natsumatsuri (日向ひょっとこ夏祭り), si svolge nella prefettura di Miyazaki.

## Otafuku

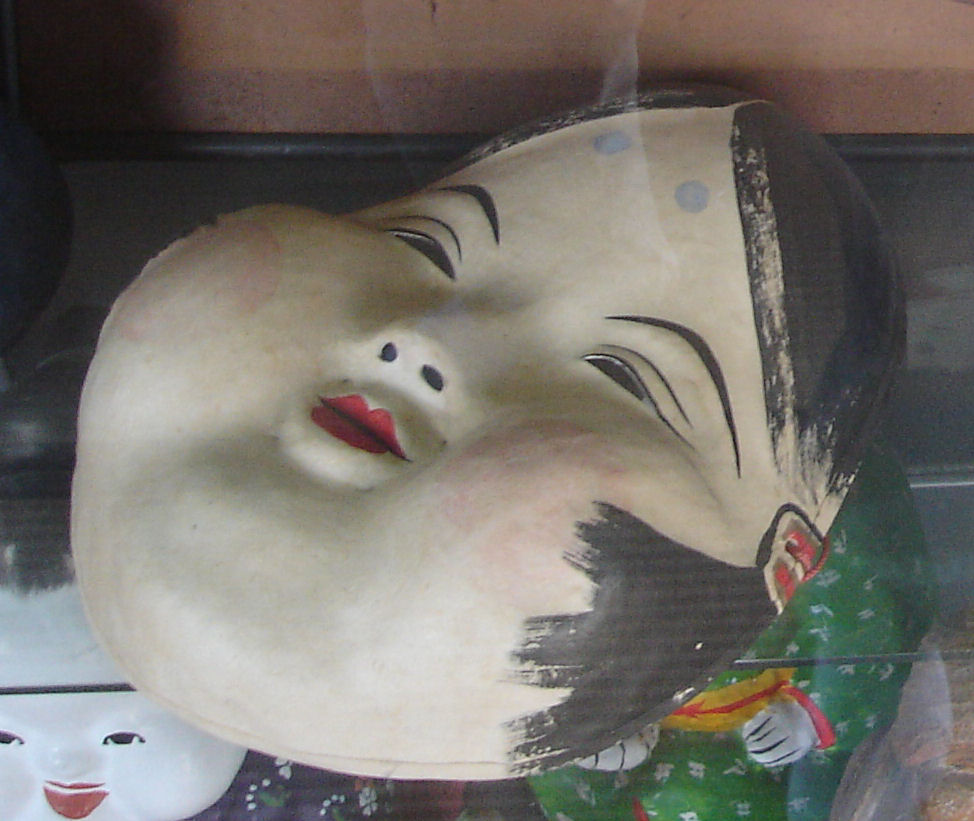
Maschera di Okame

Otafuku (阿多福?), noto anche come Ofuku (おふく?) oppure Okame (阿亀?), è un personaggio associato ad Hyottoko, di solito ritratta come una donna brutta e paffuta, ma di buon carattere e divertente. La sua origine potrebbe risiedere in una famosa miko del periodo Muromachi, che era soprannominata Kamejo ("donna tartaruga") per via della sua somiglianza ad una tradizionale maschera di tartaruga (okame), ed avrebbe ricevuto anche il soprannome di otakufu ("molta buona fortuna") per via della sua bontà e virtù. Nei secoli successivi è stata rappresentata in teatro e in letteratura come moglie di Hyottoko.
Col tempo il personaggio venne associato all'umorismo ribaldo e ai tempi del maestro zen Hakuin Ekaku venne identificata come una prostituta, brutta ma accattivante allo stesso tempo. Questa rappresentazione proveniva probabilmente dallo stereotipo popolare del meshimori onna, noto anche come okame, ed era usato nella poesia zen per riflettere la dottrina del non-dualismo.